# اسلحه کمری

اسلحه کمری سرد (چاقو) و گرم (هفت تیر)

اسلحه کمری گونه‌ای سلاح که معمولاً سلاح گرم و گاهی اسلحه سرد است و با هر یک از دو دست قابل استفاده می‌باشد. به دلیل اینکه این گونه اسلحه را معمولاً در جلد یا غلاف به کمر می‌بندند، به آن اسلحه یا سلاح کمری می‌گویند. اسلحه کمری معمولاً توسط نیروهای نظامی و انتظامی استفاده می‌شود. در زبان فارسی نام‌های گوناگونی برای اشاره به گونه‌های سلاح کمری به‌کار برده می‌شود، مانند نام شهر یا کارخانه سازنده اسلحه، یا خودکار بودن آن و در مواردی هم مدل سلاح.